# Trolejbusy w Sofii
Trolejbusy w Sofii − system komunikacji trolejbusowej działający w stolicy Bułgarii, Sofii.
Trolejbusy w Sofii uruchomiono 14 lutego 1941.

## Linie
W Sofii istnieje 9 linii trolejbusowych.

## Tabor
Do obsługi sieci w Sofii eksploatowanych jest 118 trolejbusów:
- Ikarus/Ganz 280.92 − 31 trolejbusów
- Škoda 26Tr Solaris − 30 trolejbusów
- Škoda 27Tr Solaris − 50 trolejbusów
- Gräf & Stift NGE152 − 6 trolejbusów
- COBRA GD 272 / TRAMKAR − 1 trolejbus